# Pascal Rambeau
Pascal Rambeau, född den 14 april 1972 i Vitry-sur-Seine i Frankrike, är en fransk seglare.
Han tog OS-brons i starbåt i samband med de olympiska seglingstävlingarna 2004 i Aten.